# Arsenal naval de Yokosuka

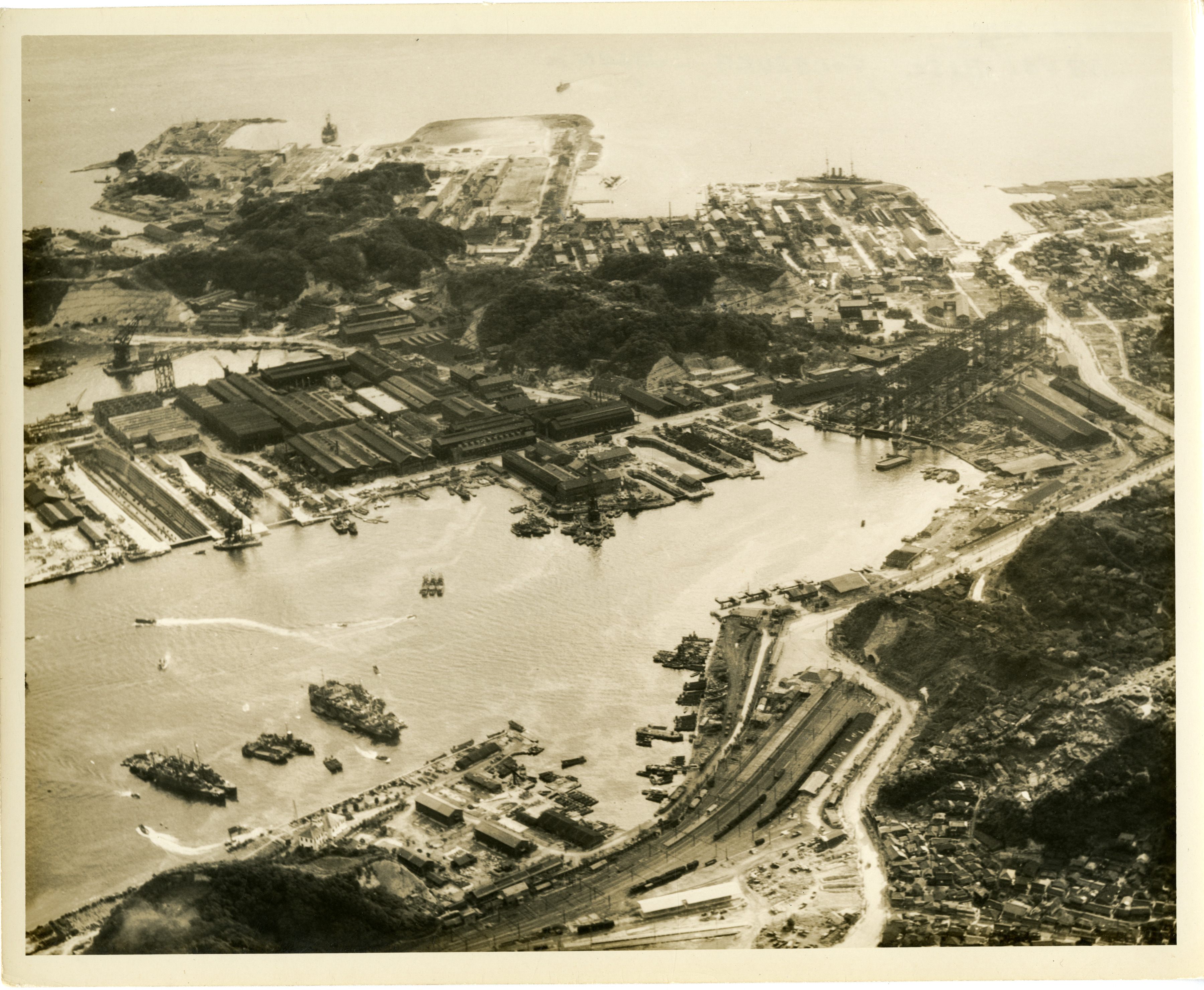
Arsenal naval de Yokosuka, 1944-45

L'arsenal naval de Yokosuka (横須賀海軍工廠, Yokosuka Kaigun Kōshō, lit. « arsenal de la Marine de Yokosuka ») est l'un des quatre principaux chantiers navals de la marine impériale japonaise. Il était situé à Yokosuka dans la préfecture de Kanagawa sur la baie de Tokyo, au sud de Yokohama. De nos jours, l'arsenal de Yokosuka, démantelé en 1945, accueille la base navale américaine la plus importante du Pacifique. Les forces d'autodéfense japonaises utilisent également les équipements les plus anciens du chantier naval, en particulier les bassins construits avec les Français.
D'abord baptisé « sidérurgie de Yokosuka » (Yokosuka seitetsu-jo) en 1865, cet établissement, devenu chantier de la marine japonaise en 1872, est rebaptisé « arsenal de Yokosuka » (Yokosuka Kaigun Kōshō) en 1889. Il est destiné à produire des navires de guerre et de l'équipement moderne et de style occidental pour la marine du shogunat d'abord, puis impérial ensuite. La construction de l'arsenal est un premier pas important de la modernisation industrielle du Japon.
Construit grâce à l'aide de la France, de nombreux livres d'histoire japonais idéalisent l'histoire de cet arsenal, présenté quasiment comme une œuvre nationale, en minimisant l'apport français et en insistant sur la contribution japonaise[réf. nécessaire].

## Histoire

### Décision du shogunat

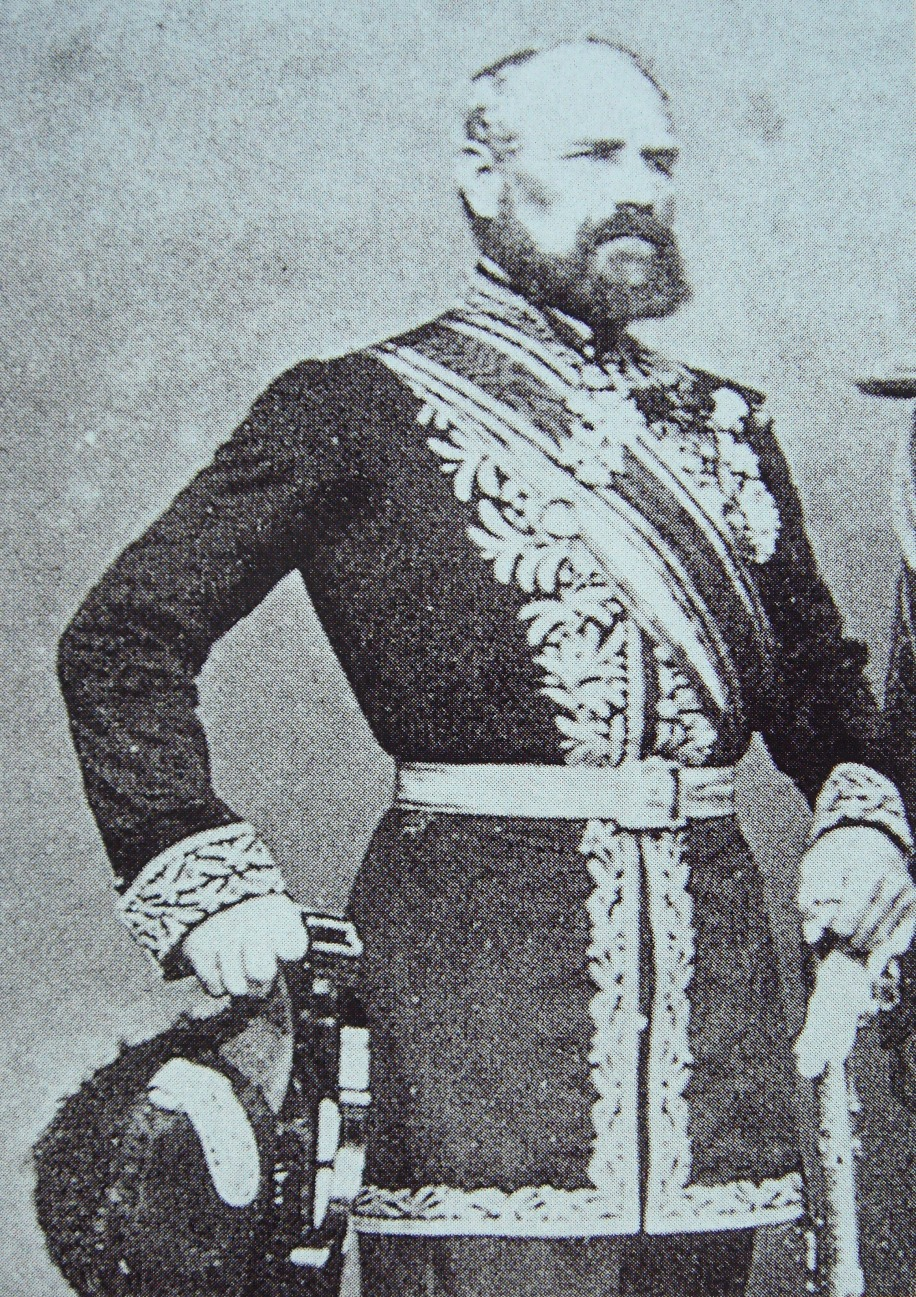
Léon Roches en 1895.

En 1853, le gouvernement japonais met fin à une politique de limitation de la construction de navires à 36 tonneaux instaurée au début du XVIIe siècle. Déterminé à combler son retard sur les nations occidentales industrialisées, il décide, en 1865, de créer le premier arsenal du pays, à Yokosuka, grâce à la collaboration d'une mission navale de la marine française. La diplomatie du ministre plénipotentiaire sur place, Léon Roches (1809-1901), a elle aussi joué un rôle déterminant dans cette opération. La mission, constituée d'une quarantaine de membres, est dirigée par un jeune ingénieur du génie maritime, âgé de 28 ans, Léonce Verny (1837-1908), détaché hors cadre et mis à la disposition du ministère des Affaires étrangères. Verny rédige en quelques semaines un avant-propos d'une dizaine de pages, définissant les grandes lignes du futur arsenal, Avant-projet d'un arsenal pour le service de la Marine japonaise. Nommé au service du gouvernement japonais, il sera chargé, en 1866, de recruter des ouvriers dans les arsenaux de Brest et de Toulon, et dirigera lui-même l'arsenal de Yokosuka de 1866 à 1875.

### Reprise du projet par le gouvernement de Meiji
Entre 1865, l'année où la création de l'arsenal est décidée, et 1869, l'année prévue de la fin des travaux d'installation et de l'expiration des contrats des conseillers français, se produit en 1868, la restauration de Meiji qui met fin au shogunat Tokugawa et marque la naissance de l'empire du Japon. Ce bouleversement de la situation politique japonaise bouleverse les relations franco-japonaises. Après avoir été sur le point d'être rompues, celles-ci se poursuivent malgré tout car le gouvernement japonais décide de maintenir le projet de l'arsenal déjà bien engagé, mais les Japonais prennent progressivement le contrôle des opérations et affirment leurs prérogatives dans la construction de l'arsenal, aux dépens des Français.
Au moment de l'avant-projet proposé par Verny, l'emplacement de ce qui allait devenir l'arsenal n'est qu'une étroite bande de terrain marécageux collé au flanc de petites montagnes. La création d'une infrastructure industrielle sur un site aussi humide et argileux nécessitait un aménagement drastique du terrain et un financement important.
En 1864, le shogunat Tokugawa a débloqué 1,7 million de francs. Français et Japonais ont été assez prudents pour prendre des dispositions afin de pallier l'insuffisance des fonds. L'arsenal est hypothéqué auprès de la Société générale. Léon Roches suggère un moment que le gouvernement japonais prélève des redevances en nature puis les cède « par la douane, au plus offrant et dernier enchérisseur ». L'idée est de financer le projet par de la soie échangée contre des biens manufacturés français, ce que le manque d'investisseurs en France n'autorisera finalement pas.

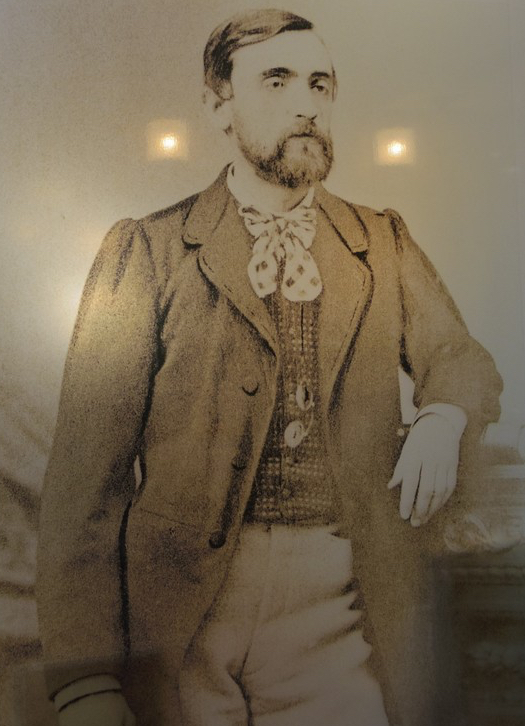
Léonce Verny

Le texte de l'avant-projet de Verny est peu précis, mais la note préliminaire qui l'accompagne donne des éléments plus détaillés sur la marche à suivre. Verny y décrit au gouvernement japonais sur quelles bases devrait reposer l'organisation d'un arsenal. Pour commencer, « il est à désirer qu'on puisse installer sur le champ cet outillage que possède actuellement le gouvernement du Taïkoun » à Yokohama, dans des ateliers qui devraient être dirigés par un Français. Ces ateliers « provisoires » sont destinés à entretenir les navires marchands et à former un noyau d'ouvriers. L'arsenal ne saurait être une installation provisoire. Verny justifie dans sa note l'ampleur d'un projet de « deux bassins pour parer aux éventualités pressantes et pour éviter une interruption générale des travaux, dans le cas où un accident surviendrait à un bassin. [...] Pour entretenir le travail permanent, il est nécessaire d'adjoindre à ces bassins deux ou trois cales où on construirait à temps perdu ou suivant les besoins ». Sa réalisation nécessiterait des travaux de terrassement considérable : modifications du relief de la baie, remblais, construction de quais et de digues s'ajoutant à celles des cales et des bassins. La superficie nécessaire est estimée à 18 hectares, sans compter les logements du personnel, l'ingénieur pensant à 40 Européens et à 2000 Japonais.
L'importance de ces travaux légitimait enfin les quatre années considérées comme nécessaires à leur réalisation. Le chantier naval de Yokosuka deviendra de fait le premier arsenal d'une marine dont, dès 1904 et l'écrasement de la flotte russe à Tsushima, personne ne pourrait plus ignorer la puissance.
Créé en 1865, l'arsenal est déjà presque complètement équipé en 1869. Une carte de 1889 montre que rien d'essentiel n'en a modifié la physionomie depuis. D'autres documents semblent confirmer que l'on retrouve de nos jours l'établissement créé par les Français au sein des équipements de la base américaine et japonaise installée à Yokosuka. Verny a donc atteint l'objectif dont il avait défini les grandes lignes dans son avant-projet. L'espace productif permet d'effectuer sur le site des réparations comme des constructions de navires et de maintenir une activité constante.
Au regard des effectifs mis à sa disposition (une quarantaine de membres en 1865, une vingtaine seulement à partir de 1869) et de la courte période pendant laquelle Verny fut présent sur place, la réussite obtenue peut étonner. En 1869, l'arsenal s'étend sur une largeur d'environ 800 m et sur une profondeur maximale (à l'emplacement du renfoncement des forges d'armement) de 200 m, ce qui représente approximativement une superficie de 16 hectares. Quatre « chantiers » (lieux de réparation et de construction des navires) et neuf immeubles abritant des ateliers sont déjà en place : deux cales de construction et une de halage, le premier bassin de radoub, une dizaine d'habitations abritant les logements des ingénieurs, du médecin et des ouvriers français, et neuf bâtiments regroupant des bureaux et des ateliers : la corderie, les locaux du travail du bois (étuve, scierie, poulierie, construction de embarcations), les petites forges et les forges d'armement, la chaudronnerie divisée en quatre espaces. L'ingénieur de la marine Jules César Thibaudier (1839-1918), recruté pour assister Verny une fois ces installations en place, fait un état des lieux qui montre de manière spectaculaire les fruits de la collaboration des Français avec les Japonais.

### La transmission des pratiques d'administration du travail
Verny s'était engagé à former des ingénieurs et des ouvriers japonais. La mise en place d'une administration du travail semblable à celle qui était en vigueur dans les arsenaux français supposait la reproduction à Yokosuka du modèle de la métropole. L'« exportation » de cette organisation dans un pays comme le Japon, où l'industrie commençait tout juste sa révolution, paraissait utopique. Verny se mit néanmoins à la tâche, non sans provoquer quelques réactions de la part de ses contacts japonais.

#### La formation d'ingénieurs japonais
En 1865, Verny recommande que de jeunes samouraïs « instruits et intelligents » soient sélectionnés. Seul Français aux commandes, jusqu'en 1867, il doit se consacrer essentiellement à l'achat du matériel nécessaire à la réalisation du projet et à la gestion du personnel français. Les fonctions d'encadrement des élèves sont dévolues aux ingénieurs de la marine française et à des corps d'ouvriers d'État. Les élèves devront étudier le français le matin avec un interprète. Le temps que les ingénieurs français pourront leur consacrer est limité : ils les feront travailler « autant que les travaux le permettront ».
Les Japonais ne contredisent pas le bien-fondé d'une organisation semblable à celle des arsenaux français. Ils vont cependant devoir mettre en œuvre un certain nombre de mesures pour obtenir les résultats escomptés d'une telle formation. À la suite du changement de régime en 1868, les élèves sélectionnés par le shogunat sont d'abord congédiés, mais à partir de 1869, les nouvelles permettent la poursuite de réformes qui mèneront à l'ouverture de la première et, pendant quatorze années, de la seule école d'ingénieurs de la marine du pays. De nouveaux élèves adolescents issus de l'élite du pays sont sélectionnés. Les mesures prises dès 1870 montrent l'importance que revêt leur formation aux yeux des autorités japonaises : leurs frais de scolarité sont pris en charge, des locaux prévus pour les classes et l'hébergement des élèves sont construits. Le programme initial stipule que les élèves ne pourront interrompre leur scolarité quel que soit le temps nécessaire pour la compléter, et que même s'ils doivent arrêter leurs études, sont lents à assimiler les matières enseignées, ou n'achèvent pas la totalité de leur cursus, un diplôme leur sera délivré et leur nom publié dans le journal. Le programme en question comprend l'enseignement du français, de techniques de construction navale et de construction de machines. En 1871 et en 1872, deux professeurs de français suppléants et, en 1873, un ingénieur de l'École centrale chargés d'enseigner a physique, sont embauchés.
À partir de 1874, une procédure d'entrée est instaurée (une visite médicale, une épreuve de français, une de mathématiques japonaises et une de mathématiques occidentales). L'enseignement du tracé de plan et de la géométrie sont ajoutés au cursus initial. Enfin, dès le mois de novembre, les élèves touchent une solde ainsi qu'une subvention pour leurs repas. La formation est divisée en trois cycles. L'année suivante, un quatrième niveau est créé (des cours d'algèbre, de trigonométrie, de géométrie descriptive, de physique, de chimie et de géographie du Japon sont ajoutés au programme).
Les programmes d'étude mis en place par les Français ont permis aux Japonais de faire des progrès considérables dans le domaine des sciences de la construction navale, en particulier grâce à l'apprentissage de disciplines nouvelles comme le calcul différentiel, la résistance des matériaux ou la physique. Mais il fallait aux élèves un bagage linguistique, culturel et scientifique qu'ils étaient loin d'avoir acquis, et les Français ont fait porter leurs efforts dans cette direction.

#### Les initiatives japonaises

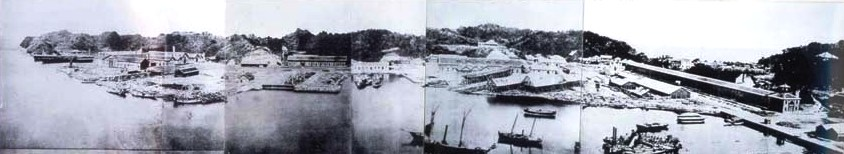
Construction de l'arsenal de Yokosuka, vers 1870.

Le gouvernement japonais ne confie pas la formation de ses premiers ingénieurs de construction navales à la seule école de l'arsenal. Sa prudence, naturelle concernant des domaines aussi confidentiels de son industrie nationale, est également liée aux coûts de la formation des élèves. Il choisit de compléter leur scolarité - c'est le cas pour ceux qui ont été formés par les Français à l'arsenal et maîtrisent la langue - par un séjour en France. Le ministère japonais de l'Industrie, fondé en 1870, prit en effet aussitôt la décision d'envoyer des élèves ingénieurs en formation à l'étranger pour des périodes allant de un an à dix-huit mois. C'était là apparemment une chance exceptionnelle de formation, mais la correspondance de plusieurs impétrants de l'école de Yokosuka avec Verny, qui veillait à leurs progrès, permet de mesurer l'ampleur des obstacles auxquels les élèves se trouvaient confrontés sur place. 
Leurs conditions de séjour en France sont difficiles. Ces élèves ne sont pas intégrés dans les écoles d'ingénieurs françaises et fréquentent les pensions de préparation (ancêtres des écoles préparatoires aux formations d'ingénieurs). De plus leur niveau ne leur permet de profiter des enseignements de manière satisfaisante, et ils doivent avoir recours à des leçons particulières. Il leur faut aussi multiplier les contacts et se déplacer dans les villes où se trouvent les institutions comme Paris et Marseille. Ces opérations sont coûteuses et les élèves disposent d'un budget restreint, qui correspond à la moitié seulement des dépenses d'un élève ingénieur français. Le niveau initial des élèves ingénieurs et le montant de leur bourse ne leur permirent donc pas d'acquérir une formation aussi complète que ce que l'on aurait pu espérer. Japonais et Français furent finalement déçus du parti insuffisant tiré de ces séjours. La recherche d'une solution plus raisonnable s'imposait.

#### Une solution plus raisonnable
Celle-ci passe par un renoncement progressif au modèle polytechnicien. En 1876, les trois premières années de la formation des ingénieurs sont confiés à un établissement de Tokyo, l'« École de l'ouverture », qui dépend du ministère de l'Éducation. Le principe est celui de l'école de préparation. À Yokosuka, les élèves sortant avec un niveau moyen et faisant preuve d'assez d'expérience pourront « seconder les ingénieurs dans la fabrication et la réparation de machines et de navires et devenir chefs d'atelier, ou, s'ils e sont pas trop âgés, continuer leur apprentissage en second cycle ». À partir de 1877, les élèves doivent encore étudier dix-sept disciplines pendant leur dernière année d'apprentissage à l'arsenal. Le nombre de matière diminue cependant, et après le retour d'ingénieurs envoyés en séjour d'étude au Génie maritime en 1880, le cursus se rapproche du programme d'application français avant de disparaître. Après 1882, la marine recrute les ingénieurs de la construction navale les plus brillants à leur sortie de l'université et veille à ce que leur formation soit complétée par des stages dans les chantiers navals japonais. 
L'importance de la formation d'ingénieurs de construction navale par les Français à Yokosuka se trouve encore relativisée par l'apparition de programmes de formation pour les ingénieurs dans plusieurs universités d'État. À la fin des années 1890, lorsque furent fondées les universités impériales de Kyoto, du Tohoku, et de Kyushu, elles accueillirent elles aussi des facultés similaires. Dans ces universités, lieux de transmissions des savoirs techniques occidentaux, l'enseignement se faisait à partir de manuels de pays étrangers. Les élèves devaient passer l'examen en anglais ou en allemand, et les revues de ces facultés japonaises étaient elles aussi dans ces langues, comme probablement à Yokosuka où les étudiants travaillaient en français.

#### Une administration de travail qui reposent sur les contremaîtres
Si le modèle français ne réussit pas à former des ingénieurs d'une manière aussi rapide et efficace qu'il l'aurait souhaité, il se révéla beaucoup plus performant dans la création d'un corps de contremaîtres, imprimant ainsi sa marque sur l'administration du travail qui vit le jour dans les entreprises d'État puis se diffusa dans l'ensemble de l'industrie japonaise.
Dans son avant-projet, Verny précisait que les contremaîtres européens devraient sélectionner des élèves parmi les « gens de métier » japonais, c'est-à-dire les ouvriers qualifiés. Ces ouvriers « travailleront dans les ateliers pendant la matinée et recevront le soir des leçons de dessin et de sciences selon les programmes adoptés dans les écoles de maistrance des arsenaux français ». À partir de 1871 leur formation fit l'objet d'une réglementation de plus en plus précise.
Dès 1876, à la suite de l'accord entre le ministère de l'Éducation et celui de la Marine permettant aux ingénieurs de suivre une partie de leur formation à la Kaisei gakkō, la structure mise en place pour former des ingénieurs est dédoublée afin d'autoriser des ouvriers qualifiés à alterner cours à l'école de Yokosuka le matin et travail l'après-midi.
La direction se concentre sur leur apprentissage et définit une formation spécifique très complète fondée sur la traduction de manuels de maistrance des arsenaux français. La réglementation prévoit leur hébergement avec les ingénieurs, et une indemnité journalière de 15 sen par jour pour payer leur frais de scolarité.
À partir de 1880, on ne compte plus à Yokosuka que des contremaîtres. Leur formation est l'une des clefs du passage de l'organisation mise en place par les Français vers une organisation japonaise : lorsque les Japonais commencent à bâtir leur propre administration du travail, à partir de 1876, ce sont les contremaîtres qui en occupent les positions centrales. Elle entraine aussi une rupture dans les modes traditionnels de transmission de savoir-faire : elle signe la fin de l'endotechnie des ouvriers, avec la naissance d'une administration du travail contrôlée par les officiers de la marine japonaise. Elle est encore à l'origine de la stabilisation du monde ouvrier. Or on sait le prix attaché à cette stabilité à l'heure oùle Japon cherche à développer son industrie. Elle permet également aux Japonais de contourner le projet français en remplaçant les subalternes directs de Verny par des hommes sur lesquels ils ont toute autorité.

### Les finances, un domaine dans l'ombre
L'ensemble des « techniques et moyens de leur mise en œuvre » que couvre le terme « technologies » inclut la formation de techniciens, l'administration du travail et la gestion financière de la production. l'administration du travail représente la face émergé de l'administration des entreprises. Il ne s'agit pas seulement du seul instrument que durent maîtriser les Japonais pour contrôler leur industrialisation. Il leur fallut en effet s'initier au financement de l'arsenal. C'est justement dans ce domaine, peut-être en raison de la désorganisation de la comptabilité des arsenaux en France, que la contribution des Français fut la plus faible, et la politique japonaise la plus importante. Il semble que le directeur français de l'arsenal lui-même ait pris conscience des lacunes de sa propre administration et ait cherché à y remédier. Mais ses efforts furent sans succès, alors que la partie japonaise mit en lumière les fragilités des compétences transmises par les Français et prit des mesures pour les compenser.
L'arsenal de Yokosuka conserve son statut d'entreprise d'État financée par des fonds publics. À partir de 1871, l'arsenal, régi par le ministère de l'Industrie, se trouve au centre du faisceau administratif du gouvernement japonais et devient pour les Japonais le terrain privilégié de leur expérimentation de la gestion financière des entreprises.

#### La mise en place de la gestion de l'État japonais
L'identification des domaines commence en 1868 avec l'envoi par le gouvernement de Meiji d'une équipe de fonctionnaires chargés d'enquêter sur le fonctionnement de l'arsenal. Un inventaire des biens qui s'y trouvent est dressé, approchant d'un comptabilité des dépenses générales. Le même type d'enquêtes se succède jusqu'au passage de l'arsenal de l'administration du ministère de l'Industrie à celle du ministère de la Marine en 1872. 
Lorsque ce dernier cherche à évaluer les dépenses de production, les premières sources dont il dispose sont les rapports du ministère de l'Industrie, dont une des divisions est chargée d'administrer les chantiers navals. Le gouvernement de Meiji lui a confié l'arsenal en octobre 1871, marquant par là sa volonté d'en faire une de ses entreprises phares. En mars 1872, le ministère de l'Industrie divise l'administration de l'arsenal en huit bureaux chargés respectivement des fonds et des dépenses, des traitements, des affaires courantes, de la surveillance, de l'école, des magasins, des stocks, de l'organisation du personnel dur les chantiers.
Le passage de l'arsenal du ministère de l'Industrie vers le ministère de la Marine permet de conserver un dispositif administratif similaire. Cependant, le ministère de la Marine est divisé en trois directions (secrétariat, affaires militaires et comptabilité) chargées de l'administration du budget de la marine, fonds alloués à l'arsenal compris. Par conséquent, les Français, qui détenaient jusqu'alors toute autorité en matière de budget, vont devoir renoncer à leur contrôle. En 1874, l'organisation de l'administration de l'arsenal en huit bureaux est remaniée. Désormais, trois autorités supérieures dites « services » supervisent 14 bureaux. Lorsque l'arsenal passe sous l'administration de ce ministère, les notions de versement du budget, de dépassement et de compte, deviennent centrales dans le discours comptable. Les Japonais s'intéressent ensuite aux méthodes concernant l'utilisation du budget, surtout de celui destiné aux navires. Un budget spécifique consacré à la production est élaboré, et la composition des dépenses de production étudiée, permettant l'acquisitions de notions comme la rentabilisation des stocks et les amortissements.
L'organisation de l'administration de l'arsenal est de nouveau bouleversé en 1876. Le départ de Verny, le transfert des responsabilités comptables à un officier japonais et le renforcement des contrôles budgétaires exigés par le ministère du Trésor conduisent le ministère de la Marine à une refonte de son administration : la division des constructions navales est transformée en direction - l'arsenal en étant le dispositif central et essentiel - placée directement sous l'autorité du ministre, et se trouve dans l'obligation de développer des outils de comptabilité dont elle se servira pour ses propres contrôles. Les fonctions des directions de la comptabilité et des constructions navales sont révisées pour éviter les confusions et leurs vérifications croisées entraîneront une précision accrue de la comptabilité.
La clarification des fonctions respectifs des deux directions ministérielles vient compléter la gestion du budget de l'arsenal. C'est un élément fondamental du transfert de technologies.

### L'arsenal de Yokosuka à la lumière du «transfert de technologies»

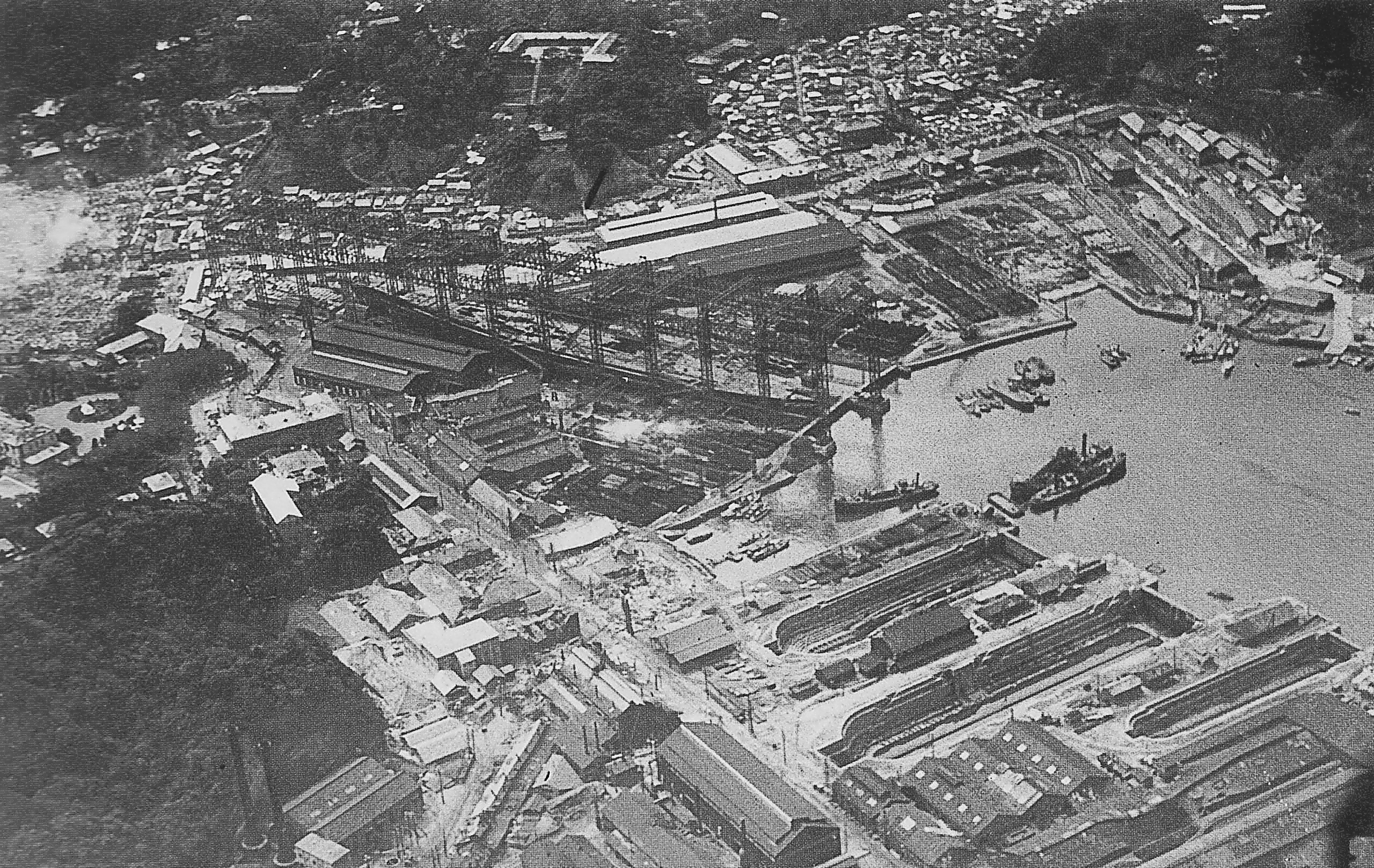
L'arsenal naval de Yokosuka peu de temps après le grand séisme de 1923 de Kantō.

L'expression « transfert de technologies » est problématique. Dans son sens le plus étroit, elle désigne l'exportation et l'importation de techniques, ainsi que des moyens de leur mise en œuvre d'un pays à un autre dans la même industrie, d'une industrie vers une autre industrie, voire deux entreprises. Elle suppose une politique de diffusion de compétences scientifiques, de savoir-faire et de méthodes administratives de la part de l'exportateur, ainsi que des dispositions permettant à l'importateur d'assimiler ces techniques, de résorber les décalages et de gérer l'innovation.
Si l'on s'en tient à cette définition, parler de « transfert de technologies » à propos de l'arsenal de Yokosuka, alors qu'il n'est pas certain que toutes ces conditions aient été réunies, peut passer pour de l'anachronisme. Il n'en va plus de même toutefois si cette définition est élargie pour inclure la mise en place de ces conditions, et que l'on considère les transferts de technologies dans quatre dimensions essentielles : la dimension politique, la dimension économique, la dimension sociale et la dimension temporelle qui permet de situer dans une dynamique croisant les trois premières.

#### Transfert de technologies et industrialisation
La dimension temporelle a nourri les travaux portant sur les transferts de technologies entre l'Europe et les États-Unis, ou entre l'Europe, les États-Unis et le Japon au XIXe siècle. Alexandre Gerschenkron (1962) défend par exemple la thèse selon laquelle l'écart entre l'industrialisation du Japon et des celle des pays venus y créer des entreprises aurait été un facteur de « développement ». Dans la mesure où il représentait un risque de dépendance dont les autorités locales étaient parfaitement conscientes, le « retard » technologique du Japon aurait favorisé l'industrialisation accélérée de ce pays. Les stratégies de formation et la quête de savoirs techniques auraient ainsi fait partie des éléments qui ont fait évoluer la situation japonaise.
La tendance au Japon est cependant de dénoncer l'aspect schématique de cette théorie. Nombreux sont les historiens qui insistent sur la vigueur de l'industrie nationale avant même les transferts. Ils se penchent sur la diversité des modèles de développement des secteurs de l'industrie japonaise, et mettent en avant les facteurs sociaux, comme l'excellence des compétences des ouvriers qualifiés qui ont contribué à faire de ce pays un terrain propice au rattrapage des industries américaines et européennes à partir de la seconde moitié du XIXe siècle.

#### L'indispensable équilibre des rôles
Les propriétés des transferts reposent en effet sur les marges de manœuvre respectives de leurs acteurs, qui varient elles-mêmes en fonction du carde juridique dans lequel elles s'inscrivent. Avant que le Japon, pays importateur, se dote d'un arrière-plan institutionnel (la création de ministère qui participent à la refonte de l'administration de ces entreprises) et que les industriels japonais, demandeurs, commencent à imposer leurs conditions aux auteurs du transfert, la marge de manœuvre des industriels étrangers auxquels ils faisaient appel était très étendue : les étrangers n'étaient pas soumis à la loi japonaise et arrivaient sur un terrain vierge de toute formation pour des cadres administratifs, techniques compris.
Dans ces conditions, l'utilisation du terme « transfert » parait difficile. Elle est plus fondée, en revanche, dès que les moyens mis en œuvre au Japon permettent aux entreprises japonaises d'orienter ce rapport à leur avantage. Ce rééquilibrage repose sur le développement des capacités japonaises à assimiler les technologies mises en œuvre par les étrangers : moyens financiers, équipements (ateliers, outils), effectifs et formation. Il repose également sur leur adaptation de la gestion des secteurs dans lesquels ont été importées de nouvelles techniques.
Cette stabilisation peut être décomposée en trois phases dont les deux premières, relativement brèves, sont étroitement liées aux revirements politiques de la seconde moitié du XIXe siècle. Pendant la phase initiale, le shogunat embaucha des experts étrangers pour créer des entreprises. Puis, à partir de 1870, les bouleversements du régime politique japonais entraînant la centralisation de ces établissements sous l'égide du ministère de l'Industrie (fondée cette même année), les experts étrangers sont placés sous la houlette du ministère des Affaires étrangères (lui aussi créé en 1870), chargé de renégocier les termes de leur présence avec les représentations diplomatiques de leurs pays. En parallèle, le ministère de l'Industrie envoie ses fonctionnaires enquêter et se former en Europe et aux États-Unis, amorçant une politique de substitution des experts étrangers, auxquels il continue à avoir recours mais dont la présence est extrêmement coûteuse. C'est la seconde phase. La troisième phase marque la naissance de l'autonomie japonaise. Elle commence, à la fin des années 1870, par l'éviction des ingénieurs étrangers qui occupaient des fonctions clefs à la tête de ces entreprises, et leur remplacement par des Japonais, et se poursuit par la lente refonte de l'administration du travail et de l'administration financière mises en place par le pays importateur.

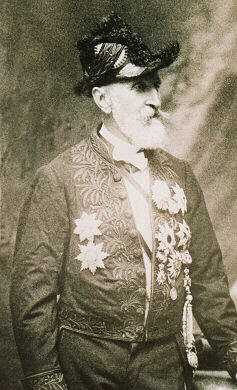
Satisfait du travail des Français à Yokosuka, le gouvernement japonais poursuivit la collaboration avec la France en embauchant Louis-Émile Bertin pour créer la marine impériale japonaise.

L'histoire de l'arsenal de Yokosuka ne s'arrête pas là. Dix ans après le départ de Verny, en 1886, le gouvernement japonais manifestera son désir de poursuivre la modernisation de la construction navale de sa marine en s'appuyant à nouveau sur une organisation française preuve éclatante que l'importance de la mission de Verny aura été reconnue. Il nommera conseiller à la direction du ministère de la Marine, Louis-Émile Bertin, grand ingénieur de la marine française, et directeur de l'École d'application du Génie Maritime en 1877, au moment où les premiers élèves ingénieurs de l'arsenal de Yokosuka (désormais directeurs du matériel et inspecteurs des constructions navales) y avaient été envoyés en formation. Bertin reprendra le flambeau de Verny, créant deux autres arsenaux japonais à Sasabo et à Kure. Il concevra aussi une dizaine de navires pour la marine japonaise, dont trois garde-côtes en acier extrêmement modernes et particulièrement bien armés par rapport aux navires que l'arsenal avait l'habitude de construire (le Hashidate sera construit à Yokosuka et les deux autres aux Forges et Chantiers de la Méditerranée). Ces navires joueront un rôle essentiel dans la bataille du Yalou en 1894. En 1904, la défaire de la flotte russe à Tsushima fut la preuve que les Japonais avaient atteint leurs objectifs. L'arsenal de Yokosuka fut bien pour eux un laboratoire pilote du Japon moderne.

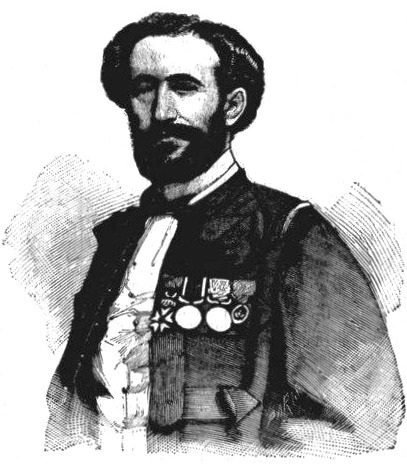
Prosper Giquel

La comparaison de l'arsenal de Yokosuka avec celui de Fuzhou, en Chine, où le gouvernement et la marine français acceptèrent, en 1866, de prêter le concours du lieutenant de vaisseau Prosper Giquel, fait apparaître clairement la spécificité de la collaboration franco-japonaise. Giquel, qui n'était pas ingénieur, privilégia, contrairement à Verny, l'apprentissage sur le tas à l'acquisition d'une formation théorique très poussée. Il ne disposait pas d'une marge de manœuvre sur place comparable à celle de l'ingénieur, le gouvernement chinois refusant de « partager » la direction du chantier de la construction navale continentale, alors que Léon Roches, puis Verny, traitaient avec des responsables du ministère des Affaires étrangères et du ministère du Trésor japonais. La supériorité de la flotte japonaise sur la marine chinoise, dont témoigne la première guerre sino-japonaise de 1894-95, montre aussi la pertinence des choix qui furent faits à Yokosuka par Louis-Émile Bertin.

### L'arsenal auXXesiècle

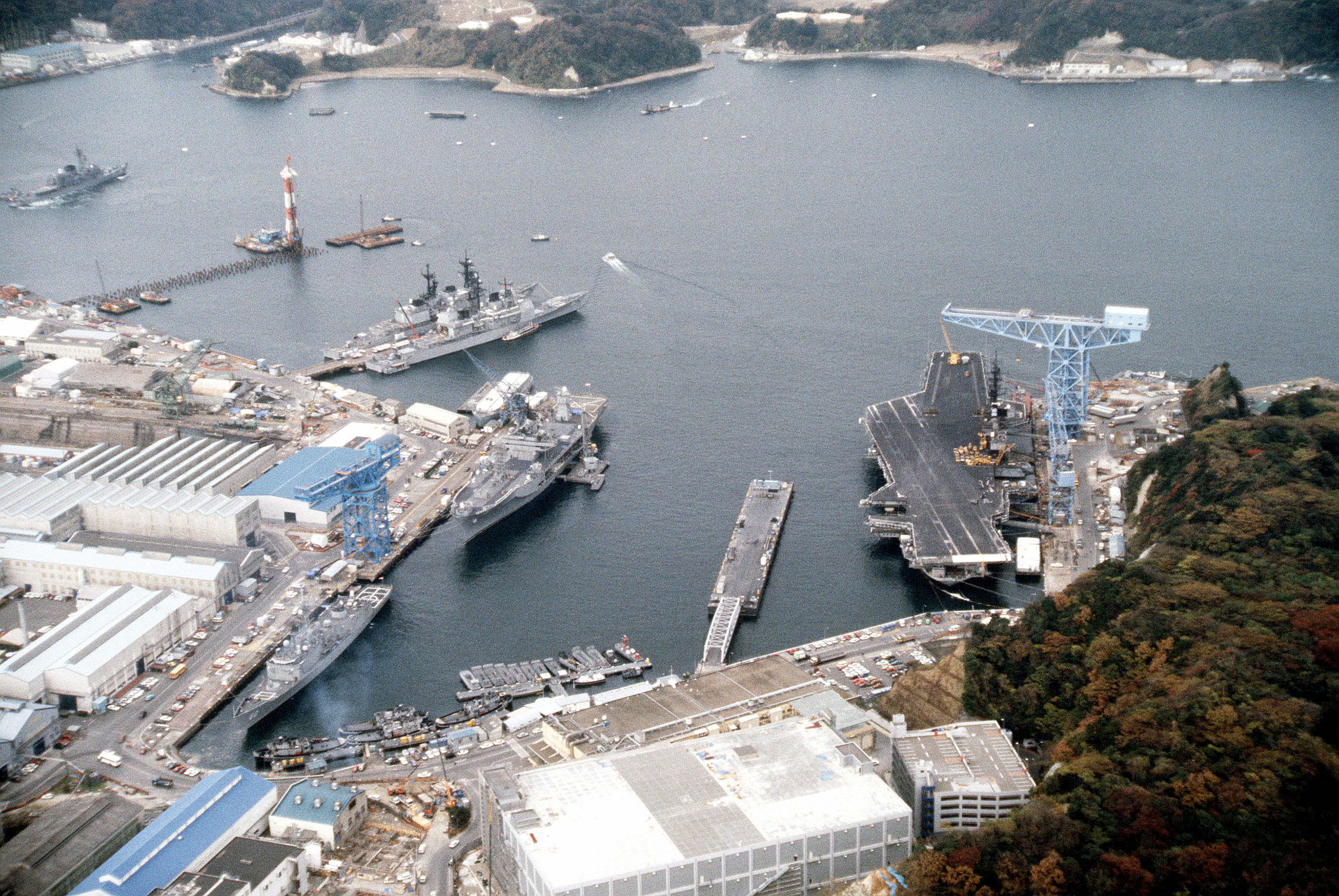
L'ancien arsenal naval de Yokosuka en 1989 accueillant deux navires américains : l' et l'.

Le district naval de Yokosuka est établi en 1884 en tant que premier district naval responsable de la défense du Japon, et les chantiers navals de Yokosuka sont renommés en « arsenal naval de Yokosuka » en 1903. En 1909, le premier navire de guerre conçu et construit entièrement au Japon, le Satsuma, est lancé.
Yokosuka devient l'un des principaux chantiers navals de la marine impériale japonaise au XXe siècle, produisant de nombreux cuirassés comme le Yamashiro, et de porte-avions comme le Hiryū and Shōkaku. Des avions de la marine furent conçus à l'arsenal technique aéronaval de Yokosuka.
Durant la guerre du Pacifique, l'arsenal naval de Yokosuka est bombardé lors du raid de Doolittle le 18 avril 1942 et par un important déploiement de bombardement durant l'attaque de Yokosuka le 18 juillet 1945. Le site est capturé par les forces alliées à la fin de la Seconde Guerre mondiale et, le 15 octobre 1945, l'arsenal naval de Yokosuka est officiellement aboli.
Cependant, le site continue encore de fonctionner après la guerre par la marine américaine en tant que « Site de réparation de navires de Yokosuka », et est passé sous le contrôle de la base navale de Yokosuka.
Un marteau à vapeur de l'ancien arsenal est aujourd'hui exposé au musée commémoratif Verny à Yokosuka.

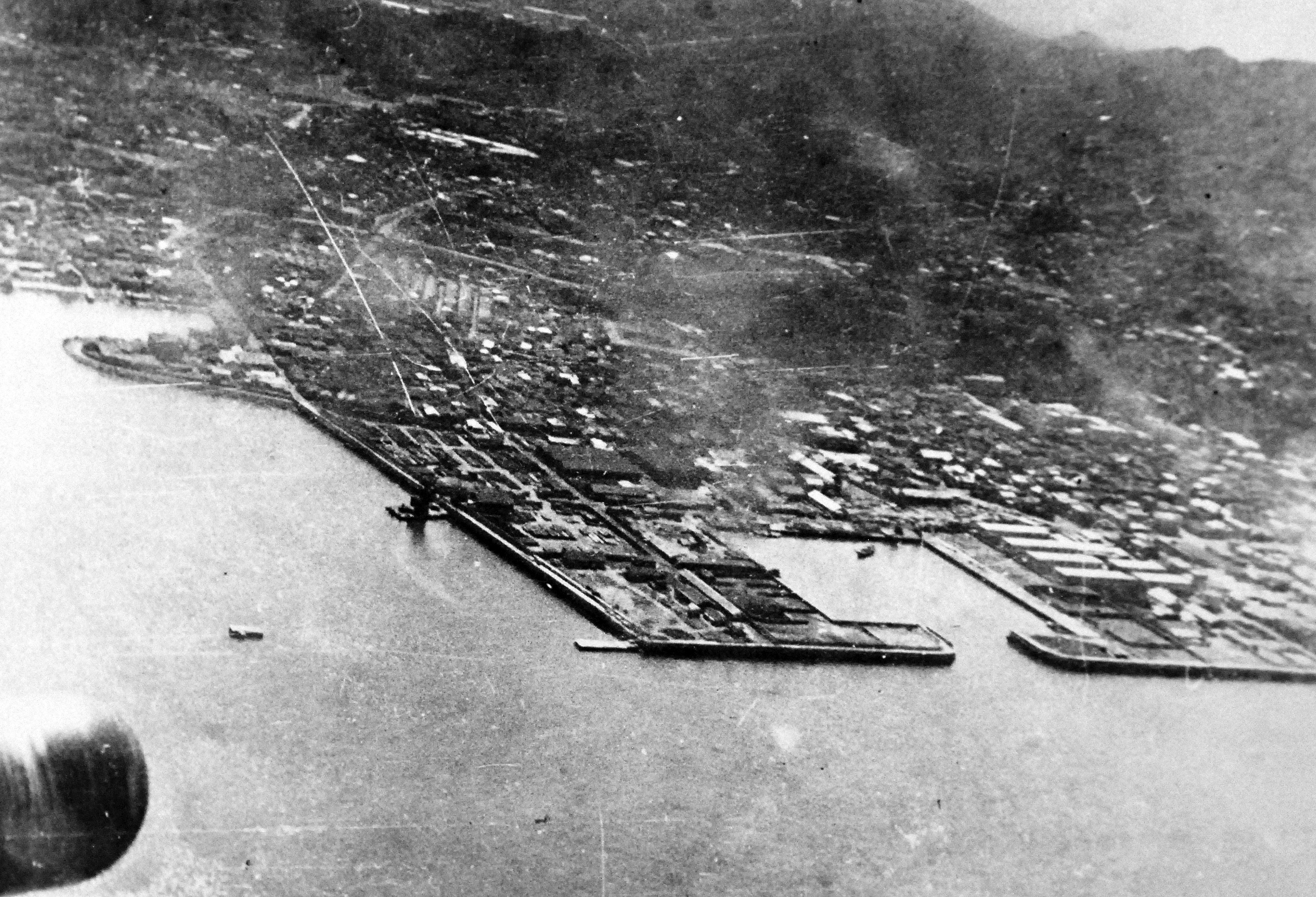
L'arsenal de Yokosuka en avril 1942 durant le raid de Doolittle.
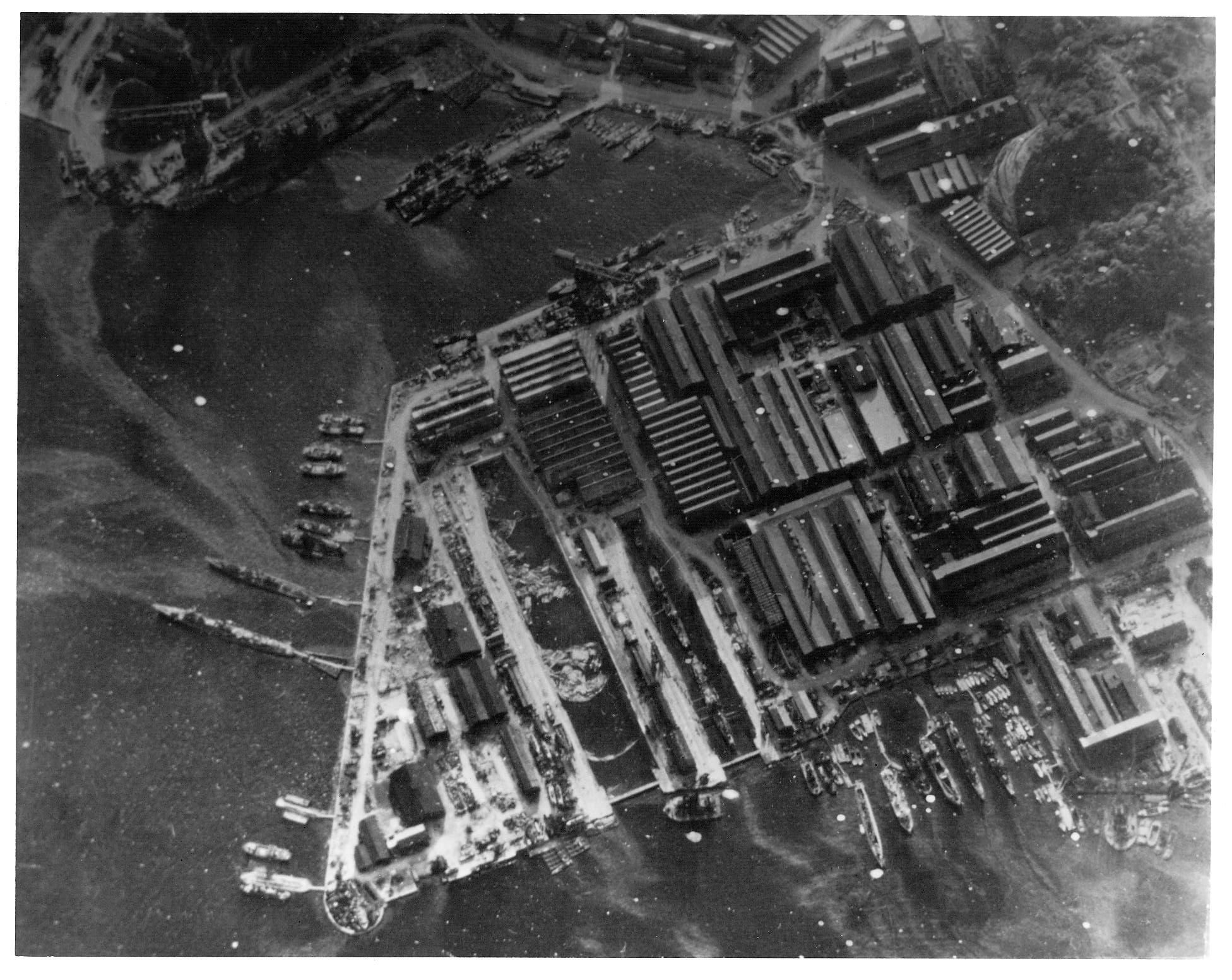
Reconnaissance aérienne de l'arsenal de Yokosuka le 18 juillet 1945.
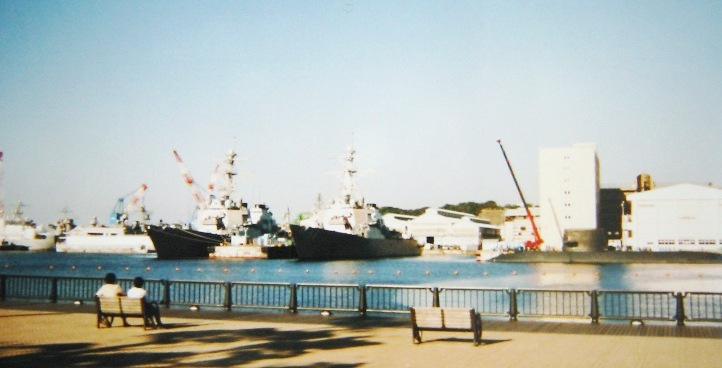
La base navale de Yokosuka sur le site de l'ancien arsenal naval de Yokosuka.